# Platypalpus brachystylus
Platypalpus brachystylus är en tvåvingeart som först beskrevs av Mario Bezzi 1892.  Platypalpus brachystylus ingår i släktet Platypalpus och familjen puckeldansflugor. Arten är reproducerande i Sverige. Inga underarter finns listade i Catalogue of Life.